# Koczała
Koczała (Flötenstein fino al 1945) è un comune rurale polacco del distretto di Człuchów, nel voivodato della Pomerania.
Ricopre una superficie di 222,41 km² e nel 2004 contava 3 505 abitanti.